# Guilty (singolo Blue)
Guilty è un singolo della boy band britannica Blue, pubblicato il 20 ottobre 2003 ed estratto dall'album omonimo.
Il brano è stato scritto da Gary Barlow, Duncan James, Eliot Kennedy e Timothy Woodcock.

## Tracce
- CD 1

1. Guilty - 3:44
2. Too Close - 3:45

CD 2
1. Guilty - 3:44
2. Rock The Night - 3:21
3. Back It Up - 3:29
4. Guilty (Video) - 3:44

## Classifiche
| Paese             | Posizione più alta |
| ----------------- | ------------------ |
| Australia         | 29                 |
| Austria           | 20                 |
| Belgio (Fiandre)  | 19                 |
| Belgio (Vallonia) | 52                 |
| Danimarca         | 1                  |
| Francia           | 37                 |
| Germania          | 19                 |
| Grecia            | 13                 |
| Irlanda           | 4                  |
| Italia            | 6                  |
| Nuova Zelanda     | 14                 |
| Paesi Bassi       | 11                 |
| Regno Unito       | 2                  |
| Romania           | 9                  |
| Spagna            | 2                  |
| Svezia            | 16                 |
| Svizzera          | 22                 |
| Ungheria          | 3                  |